# William Hunter (anatom)
William Hunter (23. května 1718 Long Calderwood, East Kilbride – 30. března 1783 Londýn) byl skotský anatom a lékař. Byl vedoucí osobností ve výuce anatomie a vynikajícím porodníkem své doby.  Jeho zásluhou je i vedení a výuka jeho mladšího bratra, kterým byl neméně slavný chirurg John Hunter.
Za jeho nejvýznamnější práce jsou považovány On the structure and diseases of articulating cartilages (O struktuře a onemocněních kloubní chrupavky), a především Anatomia uteri umani gravidi tabulis illustrata (Anatomie lidské gravidity v obrazech), kterou ilustroval holandský rytec Jan van Rymsdyk.

## Životopis

### Mládí a kariéra
Narodil se v Long Calderwood – dnes část East Kilbride v oblasti Jižní Lanarkshire, jako starší bratr Johna Huntera. Po studiu teologie na univerzitě v Glasgow, začal v roce 1737 studovat medicínu pod vedením Williama Cullena.

V Londýně byl residentem a žákem Williama Smellieho (1741–44), kde se vzdělával v anatomii v nemocnici St George's Hospital, která se specializovala na porodnictví. Hunter následoval příklad Smellieho a od roku 1746 začal dávat soukromé kurzy pitvy, operativních postupů a obvazování. Jeho zdvořilé chování a citlivý přístup mu pomohly vystoupat v oboru až na pozici vrchního porodního konzultanta v Londýně. Na rozdíl od Smellieho, neměl v oblibě užívání porodnických kleští. Steven Paget o něm prohlásil:
„Nikdy se neoženil; neměl dům na venkově; na jeho portrétech vypadá jako pečlivý, slušný gentleman; ale pracoval dokud nepadnul a učil když umíral.“
Pro ortopedy je známý svou slavnou studií o kostech a chrupavkách. V roce 1743 publikoval pojednání On the structure and diseases of articulating cartilages (O struktuře a onemocněních kloubní chrupavky), které je často citováno.

### Pozdější kariéra

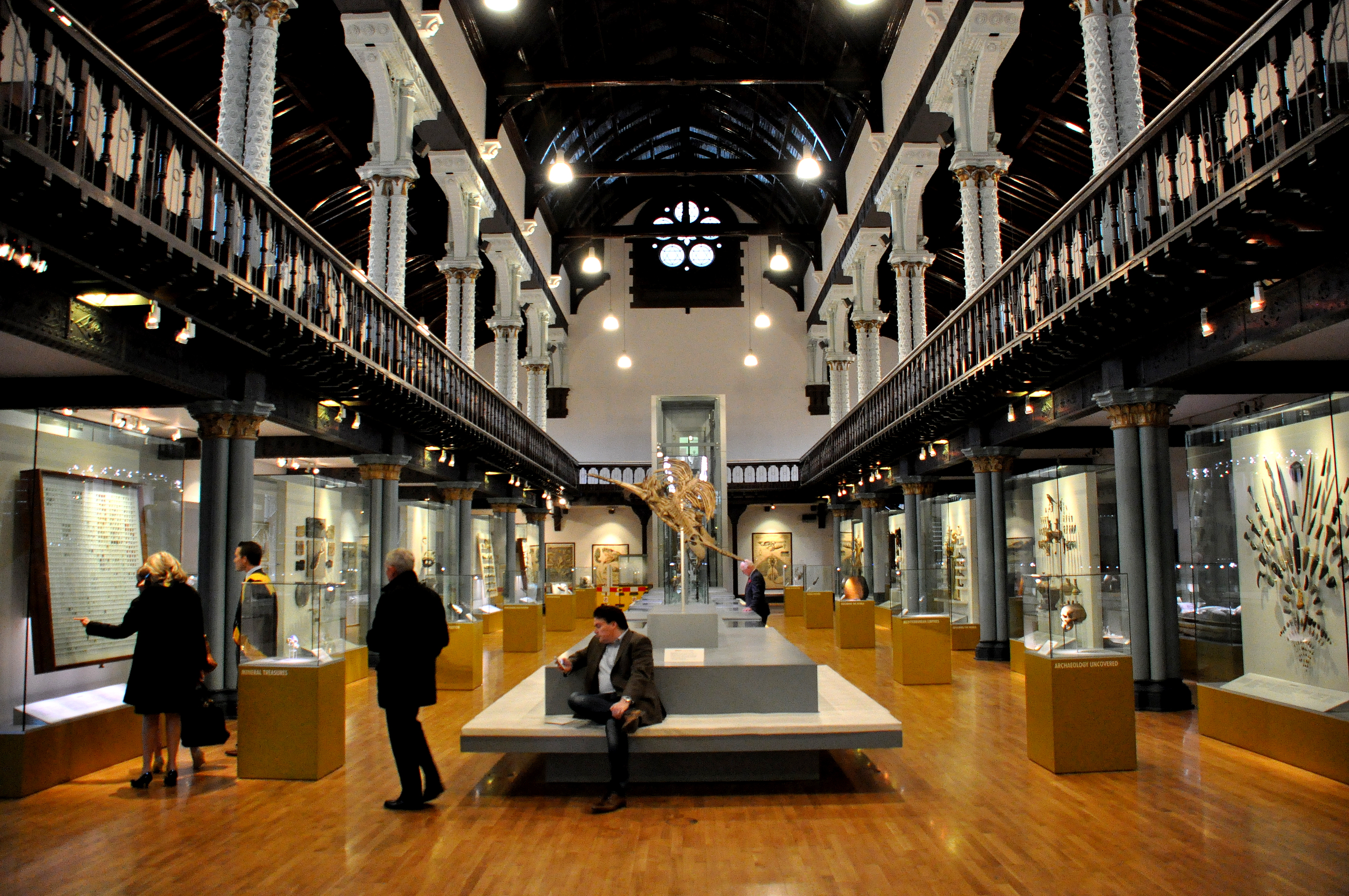
Hunterovo muzeum Univerzity v Glasgow, Skotsko

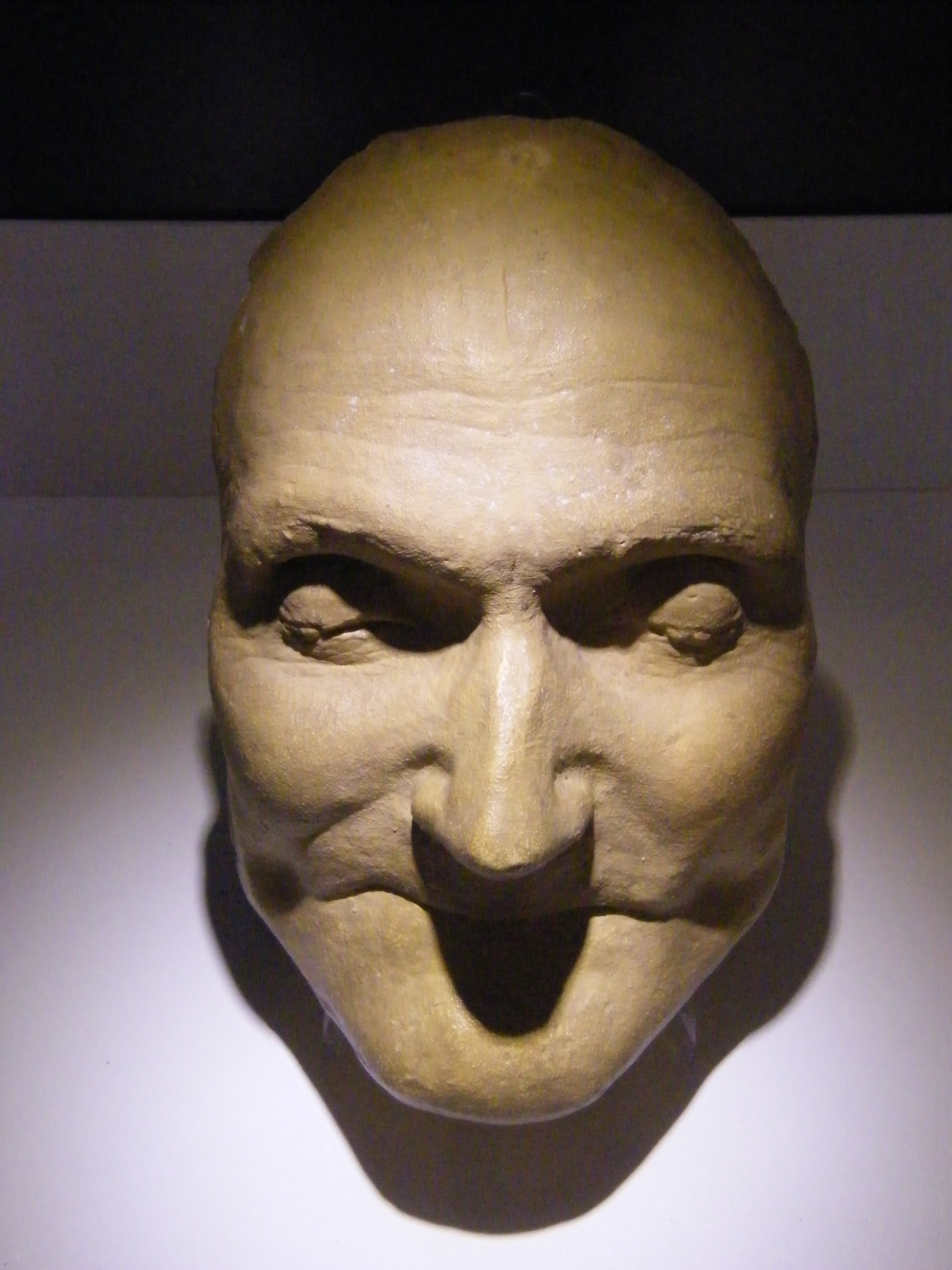
Posmrtná maska Williama Huntera

V roce 1762 se stal lékařem královny Charlotty. V roce 1767 byl zvolen členem Královské společnosti a v roce 1768 se stal profesorem anatomie na Royal Academy of Arts. V roce 1768 nechal postavit slavnou posluchárnu anatomie v muzeu v Great Windmill Street v Soho, kde se vzdělávali nejlepší britští anatomové a chirurgové. Jeho nejlepší prací byla Anatomia uteri umani gravidi tabulis illustrata (Anatomie lidské gravidity v obrazech) vydaná v roce 1774, kterou ilustroval holandský rytec Jan van Rymsdyk a publikovala tiskárna Johna Baskervilla. Jako svou inspiraci si zvolil precizní a schematické ilustrace anatomie a pitvy od Leonarda da Vinci, které velmi vyzdvihoval pro jejich poučnost a plánoval, že je vydá s vlastním komentářem, což se mu nakonec nepodařilo uskutečnit. Působivá kniha o rozměrech 48×66 cm s podrobnými ilustracemi byla průkopnickým dílem. Její rozměry dovolovaly aby byly ilustrace téměř v reálných proporcích. Publikace obsahuje 34 ilustrací založených na pitvách žen krátce po jejich smrti, v různých stádiích těhotenství a detailní anatomii vývoje plodu v ženském těle. 
Na pomoc pro výuku pitvy, zadal v roce 1775 sochaři Agostinu Carlinimu, aby zhotovil odlitek z kůže stažené svalnaté mrtvoly nedávno popraveného zločince a pašeráka. Byl profesorem anatomie na Royal Academy of Arts v Londýně od roku 1769 až do roku 1772. Měl zájem o umění a velmi dobré kontakty v uměleckých kruzích.

### Vášnivý sběratel
Kolem roku 1765 začal William Hunter sbírat předměty ze širokého spektra oborů mimo medicínu a anatomii: knihy, manuskripty, tisky, mince, ulity, zoologické vzorky a minerály. V některých oborových oblastech blízce spolupracoval i se specialisty jako byli Johan Christian Fabricius a George Fordyce, který užíval jeho sbírky jako nástroje pro nové biologické a chemické vědy. Hunter své sbírky společně s velkou sumou peněz, odkázal pro výstavbu muzea univerzity v Glasgow. Jeho sbírky se dochovaly dodnes, jako jádro muzea a umělecké galerie univerzity v Glasgow (University of Glasgow's Hunterian Museum and Art Gallery), zatímco jeho knihovna a archivy jsou uchovány v univerzitní knihovně.
Hunterova sbírka byla mimořádně vytříbená a „Hunterův kabinet mincí“ v Hunterian Museum je jedna z nejlepších světových numismatických sbírek. Podle předmluvy z Catalogue of Greek Coins in the Hunterian Collection (Katalog řeckých mincí v Hunterově sbírce) od Macdonalda (1899), Hunter zakoupil mnoho významných sbírek, včetně těch od Horace Walpola a bibliofila Thomase Croftse. Král Jiří III. mu dokonce věnoval Athénskou zlatou minci.
Když byla po smrti slavného sběratele knih Anthonyho Askewa v roce 1774, dražena jeho kolekce Bibliotheca Askeviana, Hunter zakoupil mnoho významných svazků, tváří v tvář silné konkurenci od Britského muzea.
Zemřel v Londýně roku 1783 ve věku 64 let a byl pohřben v kostele St James v Picadilly, kde se nachází i jeho památník.

## Kontroverze
V roce 2010 vydal samozvaný historik Don Shelton šokující prohlášení o metodách, kterými Hunter, jeho bratr John a jeho učitel a konkurent William Smellie, měli obstarávat těla pro jejich anatomickou práci. Ve svém nerevidovaném příspěvku v Journal of the Royal Society of Medicine (Deník Královské společnosti o medicíně) tvrdil, že oba lékaři spáchali mnohonásobné vraždy těhotných žen, proto aby získali jejich těla pro anatomické pitvy a fyziologické experimenty. Své tvrzení odůvodnil tím, že nebyla dostatečná vyrovnanost mezi nabídkou a poptávkou po tělech těhotných žen a proto oba lékaři museli spáchat mnoho vražd, aby mohli svou práci dokončit. Sheltonův komentář vzbudil velký zájem médií, ale byl silně kritizován historiky na faktických a metodologických základech. Poukazovali, že v roce 1761 Peter Camper naznačoval, že všechny figury nebyly „z reálného života“ a velmi pravděpodobně v té době existovaly jiné metody, kterými se dalo získat tělo nedávno zesnulé těhotné ženy, než byla vražda. Hunter také poskytl pozadí minimálně čtyř případů ilustrovaných v Anatomia uteri umani gravidi tabulis illustrata, publikované v roce 1774. Nedávné přezkoumání Hunterových anatomických vzorků bylo publikováno v roce 2015.
Helen King, autorka knihy Společenská historie medicíny v kapitole Historie bez historiků? Historie medicíny a internet poukazuje, že velmi silný zájem médií a internetu o Sheldonovy nepodložené spekulace, vyvolal nové otázky o tom jak je nahlíženo na historii medicíny a jak je prezentována a hodnocena médii a na internetu.

## Ukázky ilustrací z Anatomia uteri umani gravidi tabulis illustrata

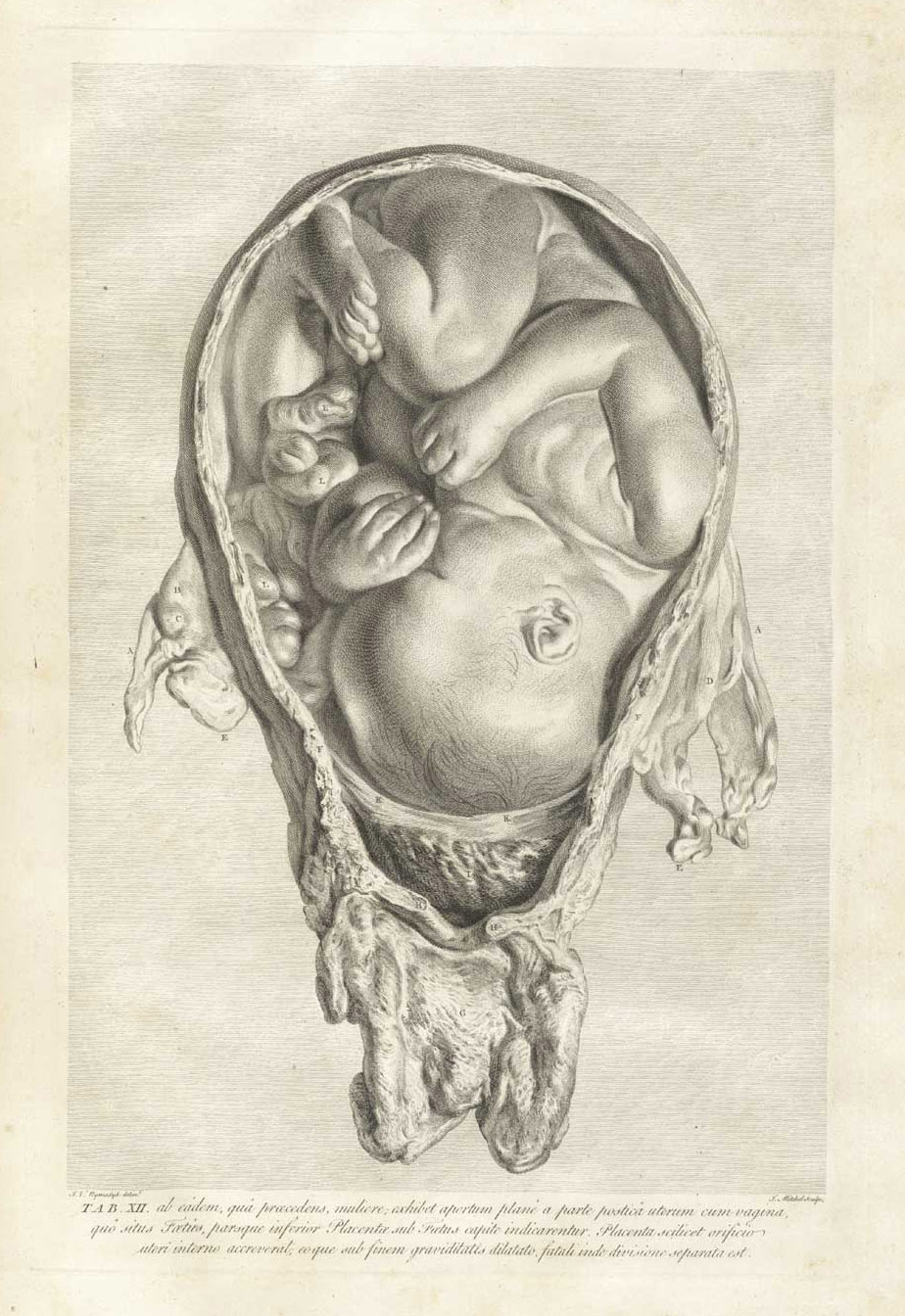
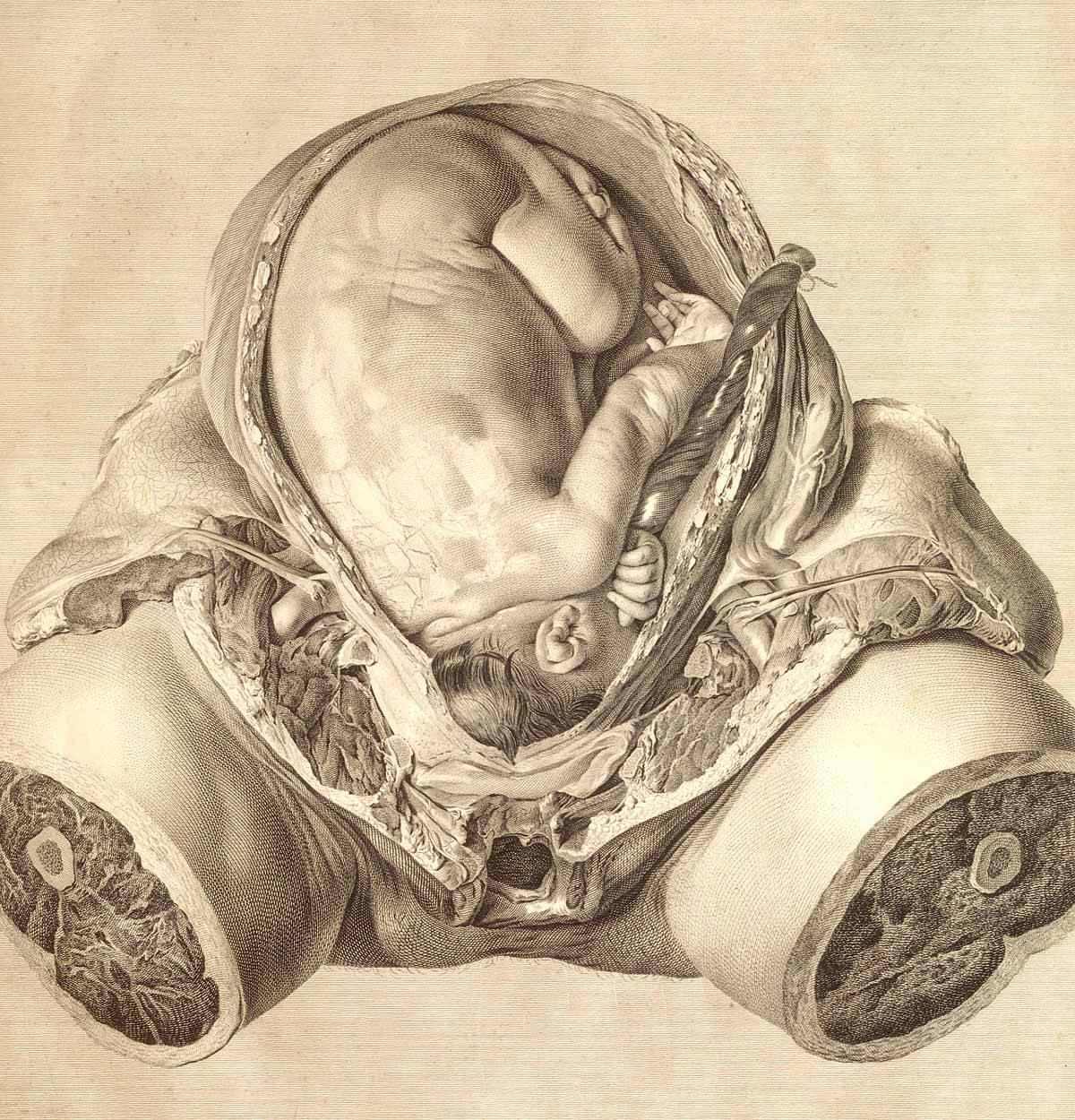
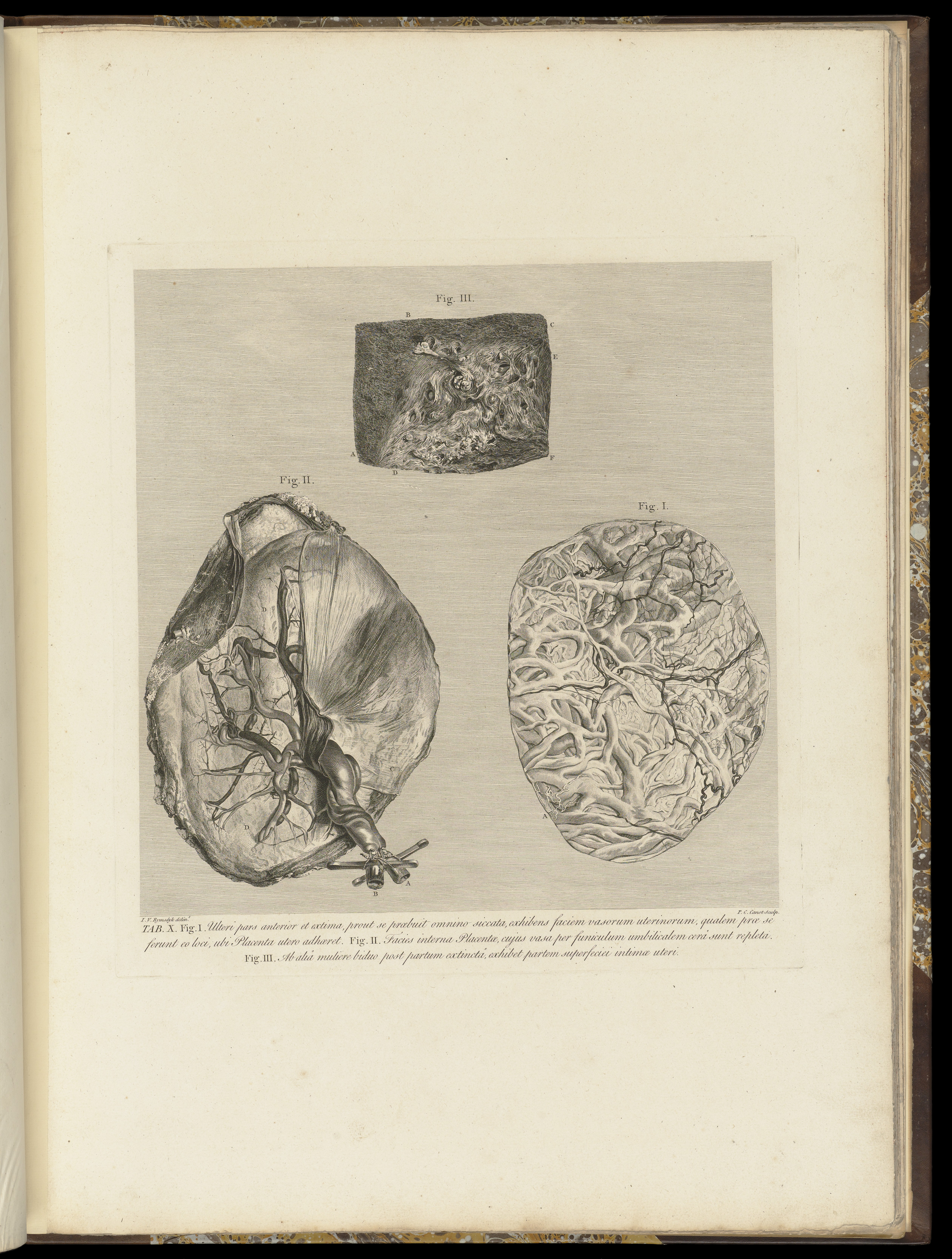
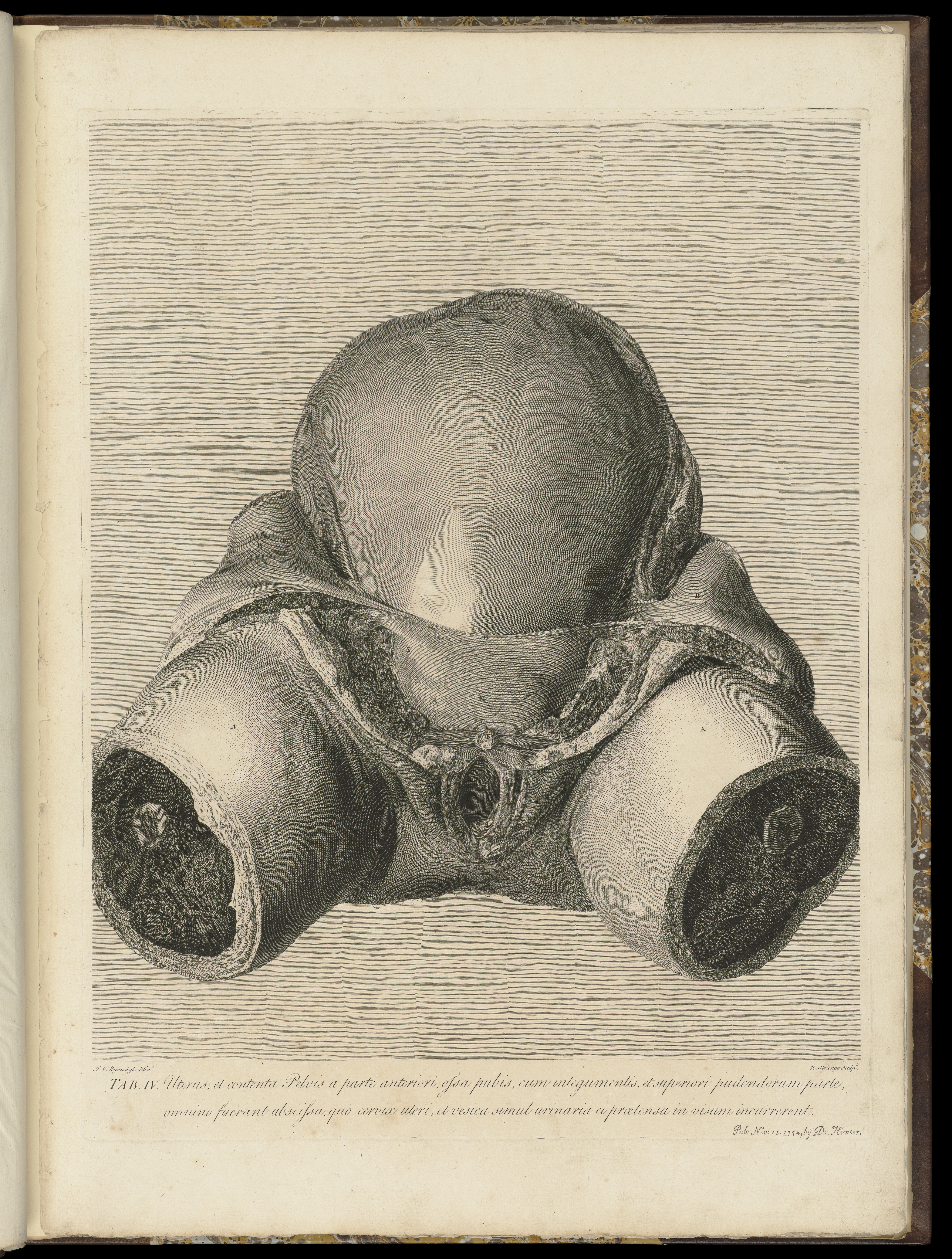
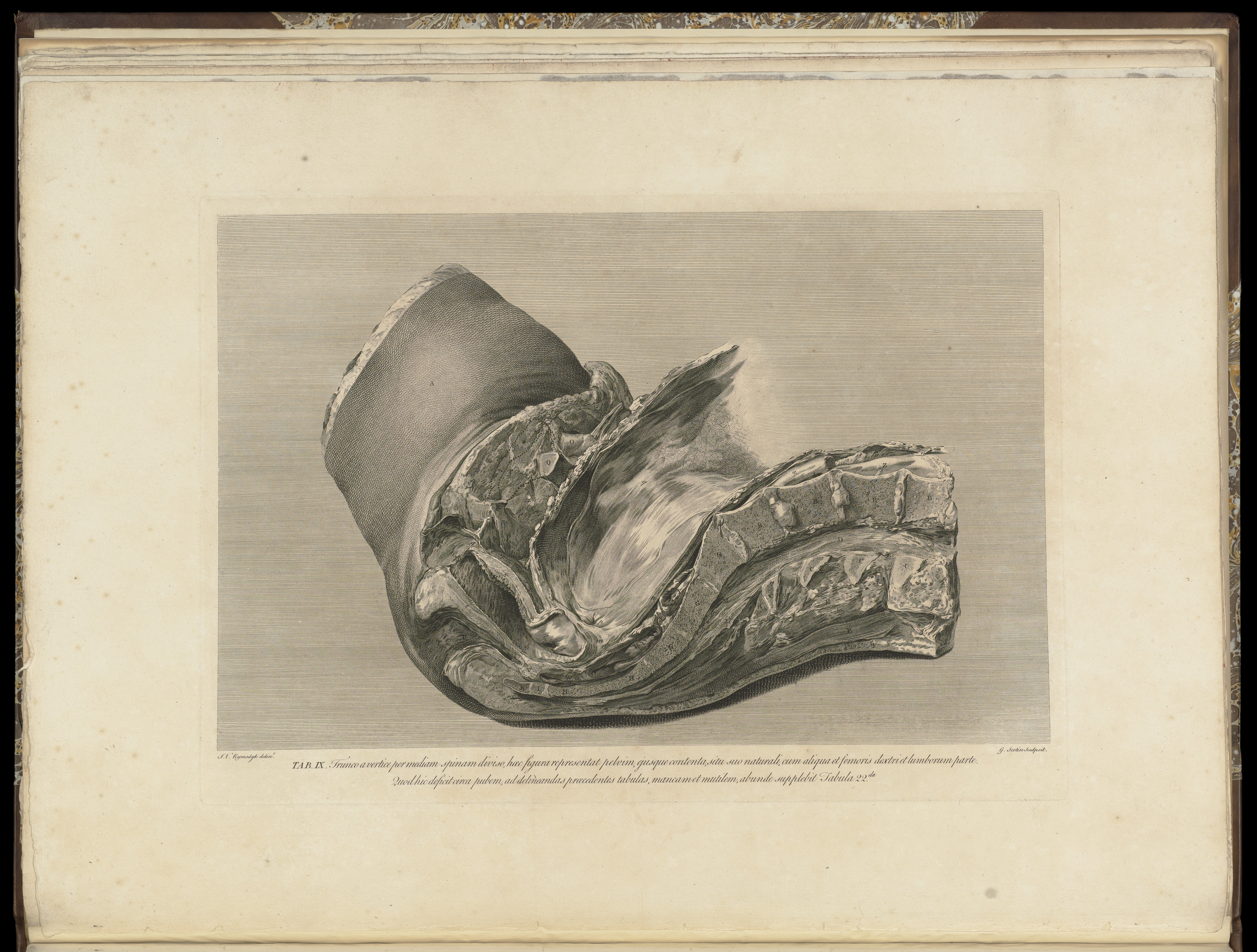
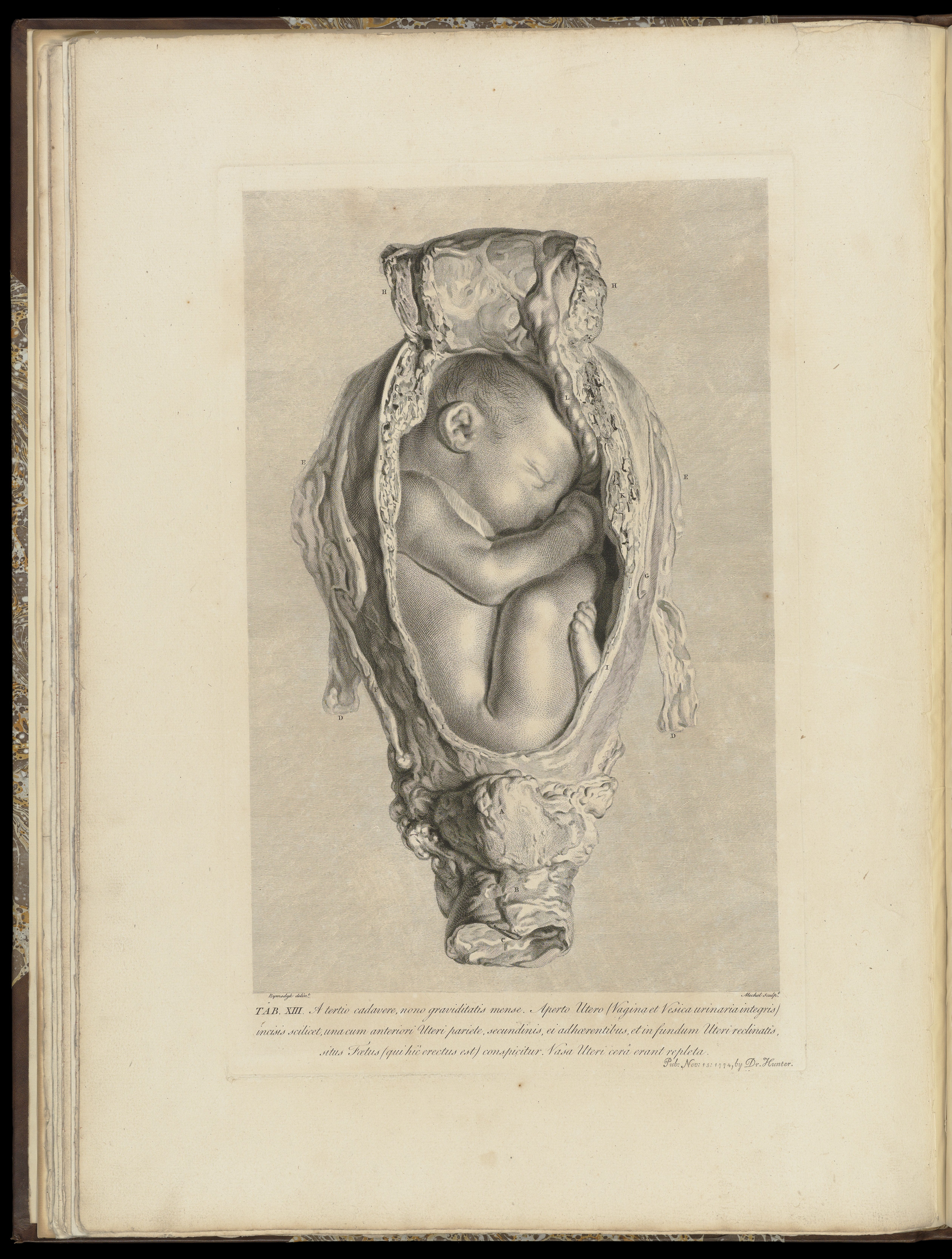
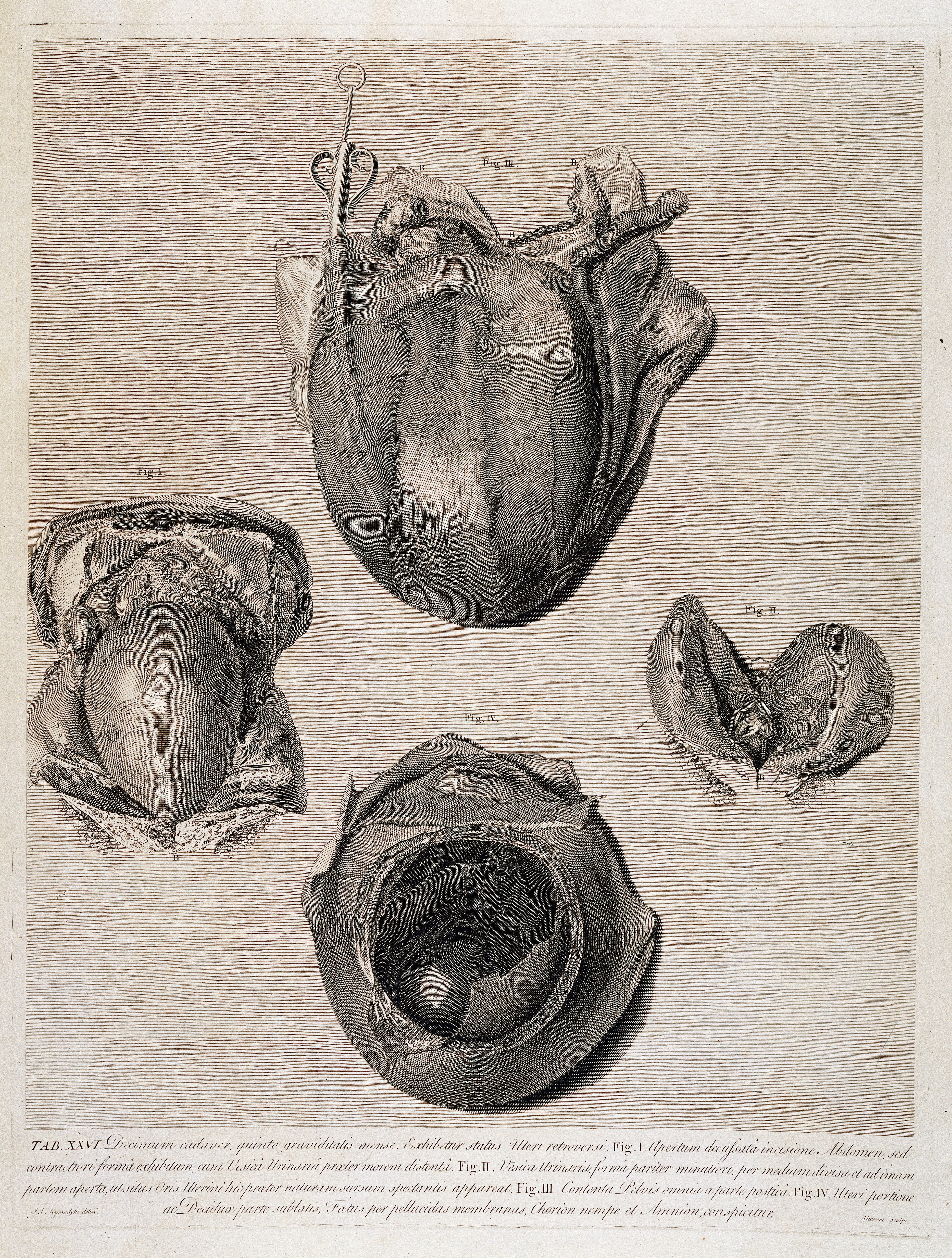
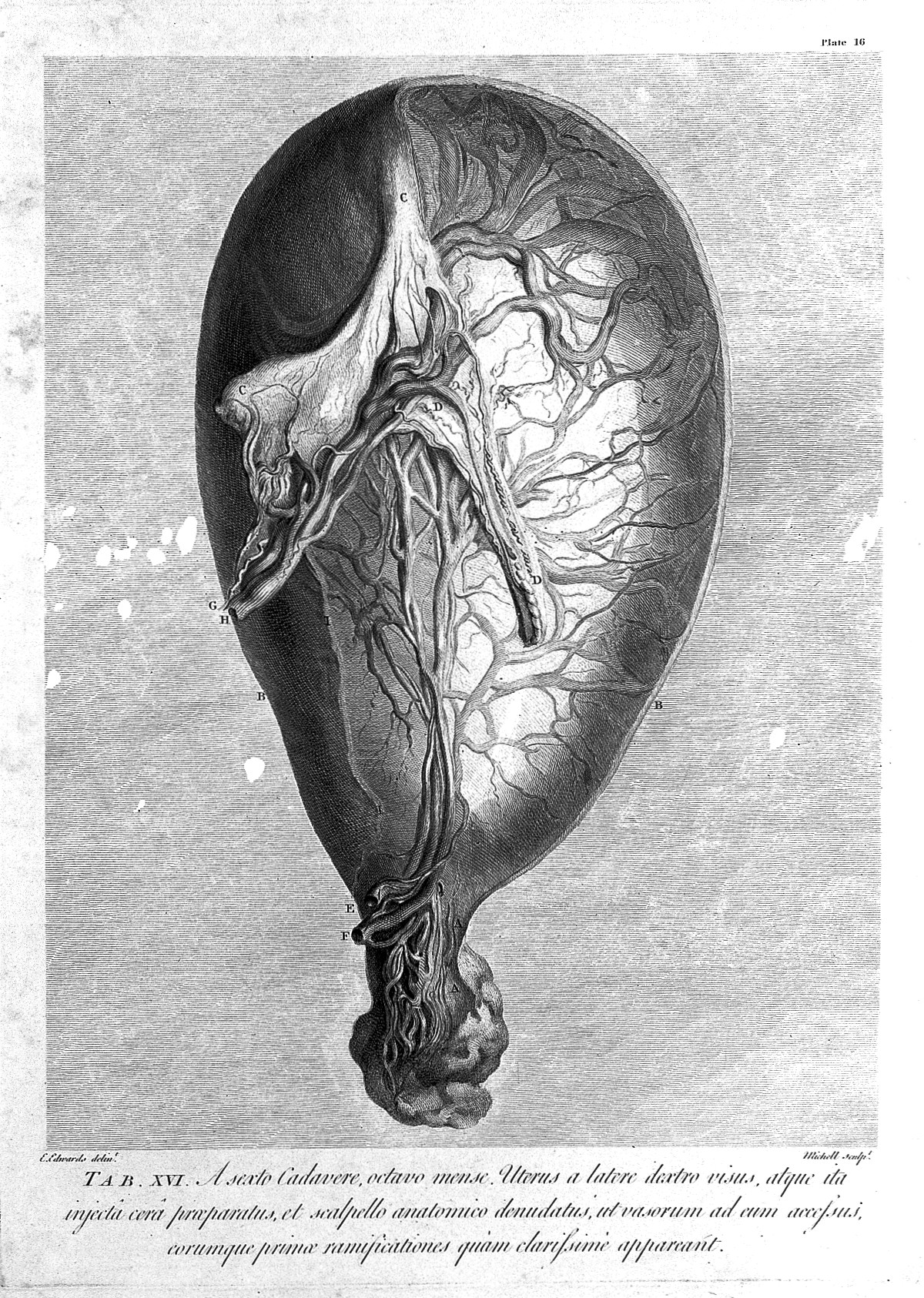